# Sägen

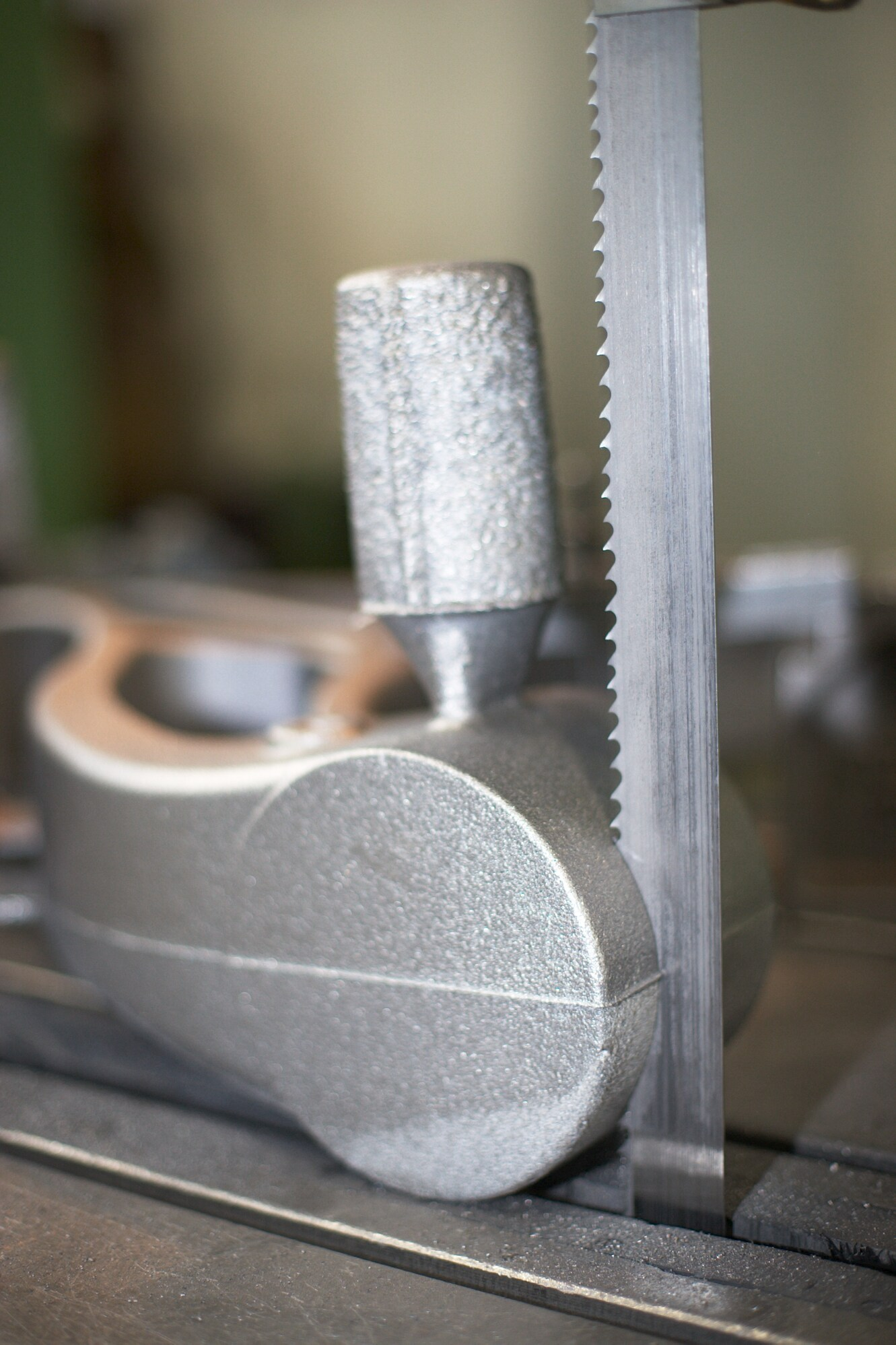
Sägen eines Gussstückes

Sägen ist ein spanendes Fertigungsverfahren zum Schlitzen und Trennen von Werkstücken. Es kann manuell ausgeführt werden mit einer Säge oder maschinell mit einer Sägemaschine. Wie bei allen spanenden Verfahren wird die Form des Werkstücks geändert, indem Material in Form von Spänen abgetrennt wird. In der Fertigungstechnik wird es zum Spanen mit geometrisch bestimmter Schneide gezählt, da die Anzahl und die Geometrie der einzelnen Schneiden des Werkzeuges bekannt sind. Es wird unterschieden zwischen Sägen mit hin- und hergehenden Bügelsägen, Sägen mit umlaufenden Bandsägen und Sägen mit Kreissägen.

## Definition nach DIN 8589
In der DIN 8589 werden für die Fertigungstechnik alle spanenden Fertigungsverfahren definiert.
„Sägen ist Spanen mit kreisförmiger oder gerader, dem Werkzeug zugeordneter Schnittbewegung und (beliebiger) Vorschubbewegung in einer zur Schnittrichtung senkrechten Ebene zum Abtrennen oder Schlitzen von Werkstücken mit einem vielzahnigen Werkzeug von geringer Schnittbreite.“

## Geschichte
Das Sägen ist bereits seit der Steinzeit bekannt. Mit steinernen Sägen wurde vor allem Holz bearbeitet. Im Altertum wurden Sägen aus Kupfer und Bronze ebenfalls zur Bearbeitung von Holz eingesetzt etwa im Schiffsbau und in der Bautechnik. Seit der griechisch-römischen Antike wurden Sägen aus Eisen benutzt. Seit der industriellen Metallverarbeitung vor allem im Maschinenbau wurden auch eiserne Werkstücke bearbeitet. In der Industrie wurde es lange Zeit den Gemeinkosten zugerechnet etwa dem Bereich der Lagerhaltung und nicht der Fertigung. Daher, und weil es von seiner Bedeutung nicht an das Drehen, Fräsen und Bohren heranreicht, ist es vergleichsweise schlecht erforscht.
In den 1970er Jahren wurden neue Schneidstoffe auch bei Sägen eingesetzt. Als Grundmaterial diente nach wie vor einfacher Stahl, auf den eine Schicht aus Schnellarbeitsstahl und später auch Hartmetall aufgetragen wurde. Aus dieser härteren Schicht wurden mit Lasern die Zähne herausgeschnitten.
Da das Sägen im 21. Jahrhundert deutlich präziser, flexibler und produktiver wurde, hat es sich zum Teil auch zu einem Fertigbearbeitungsverfahren entwickelt. Durch präzises Sägen können nachfolgende Arbeitsgänge verkürzt oder weggelassen werden.

## Einsatzgebiete
In der industriellen Metallverarbeitung wird das Sägen meist eingesetzt, um von Halbzeug wie Stangen und Profilen Material für die weitere Bearbeitung abzutrennen. Außerdem werden in Platten Durchbrüche eingebracht, unter anderem auch in die Schnittplatten für Schnittwerkzeuge. In der Holzbe- und -verarbeitung wird es zum Fällen von Bäumen und Schneiden der Stämme in Bretter eingesetzt.

## Verfahrensvarianten
Es wird unterschieden zwischen dem Sägen mit Bandsägen, Sägebändern und Kreissägen.

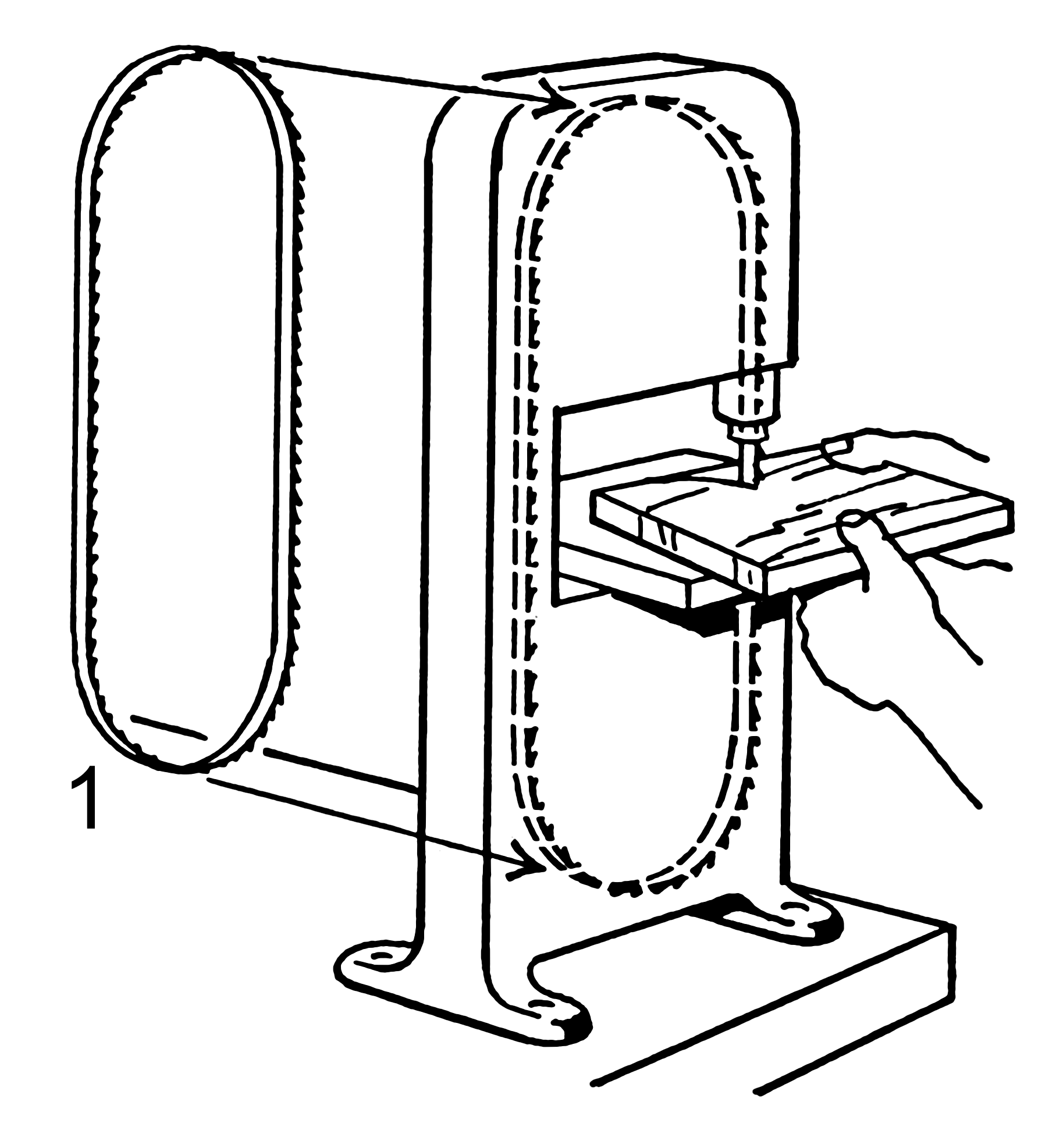
Prinzip des endlosen Bandsägeblattes
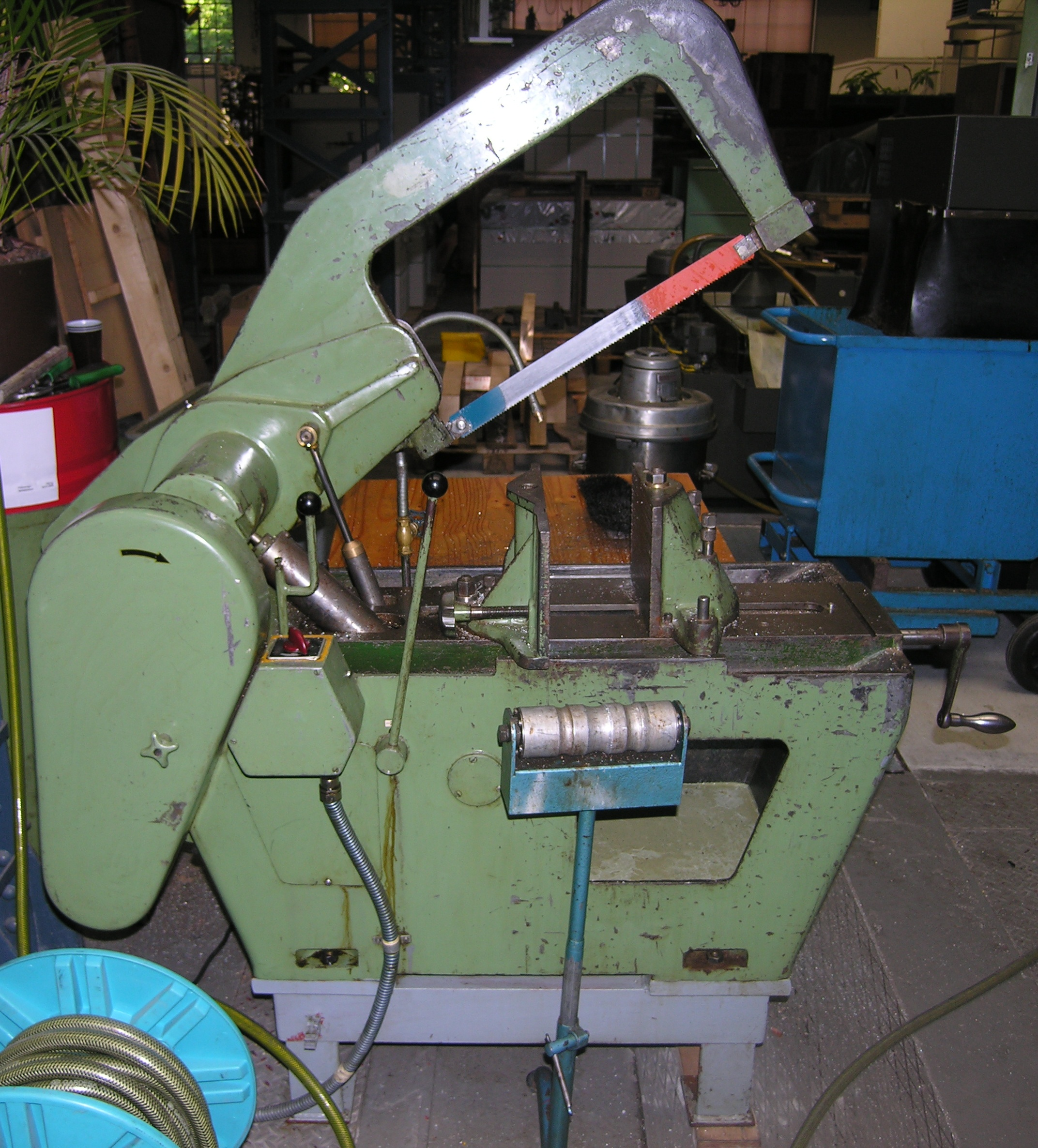
Elektrisch betriebene Bügelsäge
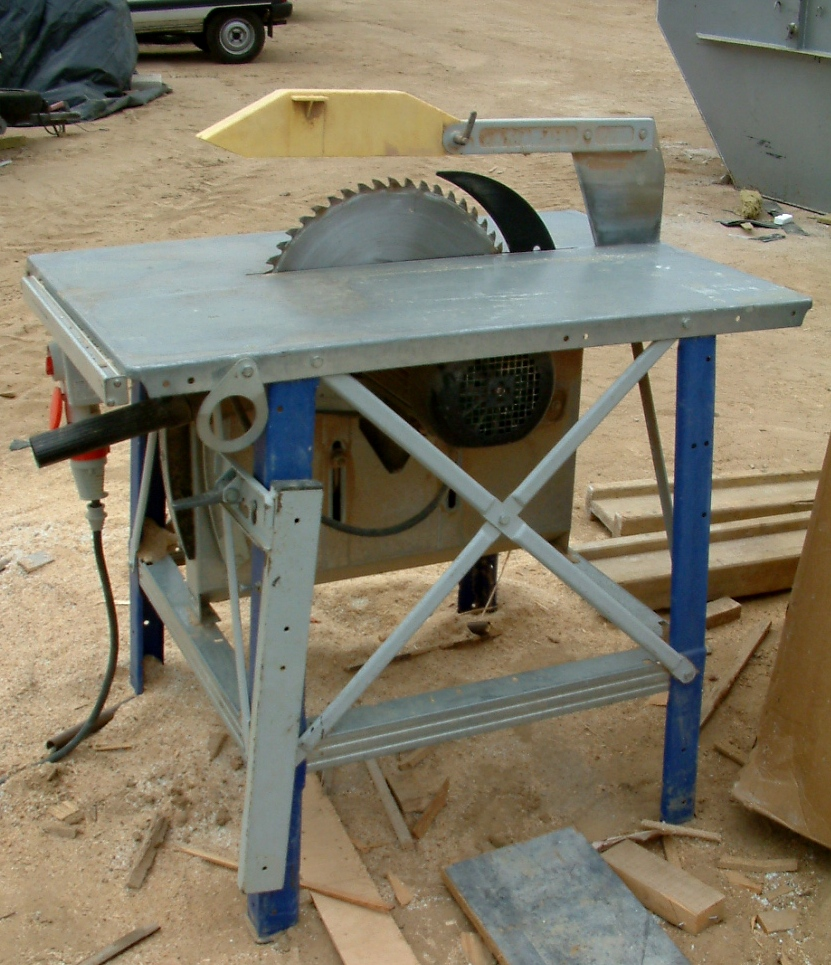
Bautischkreissäge

### Sägen mit Hub- und Bügelsägen
Beim Hubsägen bewegt sich das Werkzeug nicht kontinuierlich, sondern wird beim Rückhub vom Werkstück abgehoben. Es wird in der DIN 8589-6 unterschieden zwischen Bügelsägen, Stichsägen und Gattersägen. Bei Bügelsägen besteht das Werkzeug aus einem geraden Sägeblatt, das eine hin- und hergehende Bewegung vollführt. Nur in einer Richtung werden dabei Späne abgetragen. Diese Bewegung wird als Arbeitshub bezeichnet, ähnlich wie beim Hobeln. Bei der Rückbewegung, dem Leerhub werden keine Späne erzeugt. Außerdem wird das Werkzeug dabei leicht angehoben, um Beschädigungen zu vermeiden. Wegen des unproduktiven Leerhubes dauert die Bearbeitung relativ lange. Außerdem ist die Standzeit relativ gering, da wegen der begrenzten Länge der Sägeblätter nur wenige Zähne eingesetzt werden. Von Vorteil ist dagegen die geringe Breite des Sägeblattes, was zu geringen Materialverlusten führt. Hubsägen werden daher insbesondere bei wertvollen Materialien verwendet. In den 1950er Jahren hat sich ein bogenförmiger Schnitt weltweit durchgesetzt, der zu höheren Leistungen, gleichmäßigerer Belastung der einzelnen Schneiden und damit geringerem Verschleiß führt.

### Sägen mit Bandsägen
Bei Bandsägen besteht das Werkzeug aus einem in sich geschlossenen, endlosen Sägeband, das um Rollen läuft. Sie haben eine Länge von etwa 3 bis 5 m. Da das Band aus zahlreichen Zähnen besteht, sind die Standzeiten höher. Außerdem entfällt der Leerhub, sodass Bandsägemaschinen produktiver sind als Bügelsägen. Die Sägebänder werden meist auf Rollen geliefert, von denen ein Band der gewünschten Länge abgetrennt wird. Anschließend werden die beiden Enden durch Schweißen verbunden. Beim Bandsägen handelt es sich um einen kontinuierlichen Prozess. Wie beim Hubsägen sind die Werkzeuge sehr dünn, was zu geringem Materialverlust führt, sie sind jedoch nicht so stabil, sodass der Schnitt verlaufen kann.

### Sägen mit Kreissägen
Bei Kreissägen ist das Werkzeug eine kreisförmige Scheibe, auf deren Außenseite die Zähne sitzen. Sie besitzen eine höhere Stabilität als Band- und Bügelsägen, sind aber breiter, was zu höherem Materialverlust führt. Kleinere Kreissägen mit Durchmessern bis zu 30 cm werden auch auf Fräsmaschinen eingesetzt und als Metallkreissäge bezeichnet. Die entstehenden Späne müssen hier dünner sein als die erzeugte Schnittbreite, da sich sonst das Sägeblatt verklemmen und beschädigt werden kann. Bei Kreissägen lässt sich nur etwa ein Drittel des Durchmessers nutzen. Für große Werkstücke sind daher sehr große Durchmesser nötig. Daher wird es Anfang des 21. Jahrhunderts im Werkstückbereich bis 150 mm eingesetzt mit Sägedurchmessern bis 470 mm. Früher gab es auch Kreissägen bis 1000 mm. Dennoch sind sie am produktivsten, vor allem wenn die Maschinen automatisiert werden.

## Schneidstoffe
Für die Bearbeitung von Metallen wird als Schneidstoff (Werkzeugmaterial) hauptsächlich einfacher Werkzeugstahl eingesetzt. Für festere oder härtere Werkstücke werden auch Bimetall-Sägeblätter verwendet mit einem Trägermaterial aus legiertem Vergütungsstahl, welcher noch relativ weich, flexibel und daher bruchfest ist, mit Zähnen aus Schnellarbeitsstahl (HSS) oder Hartmetall. Zum Trennen von Marmor und Granit werden mit Diamant beschichtete Sägeblätter eingesetzt, die sich jedoch auch sehr gut für Aluminium, verchromten Stahl oder Hartmetall eignen.

## Erreichbare Genauigkeiten
Beim Sägen unterscheidet man zwischen der Längengenauigkeit und der Winkelgenauigkeit. Die Längengenauigkeit gibt an, um wie viele Millimeter sich mehrere von einer Stange abgetrennte, gleiche Werkstücke unterscheiden. Die Winkelgenauigkeit gibt den Winkel der erzeugten Schnittfläche an.
|                                                        | Bügelsägen | Bandsägen                                    | Kreissägen |
| ------------------------------------------------------ | ---------- | -------------------------------------------- | ---------- |
| Längengenauigkeit in mm                                | ±0,2–0,25  | ±0,2–0,3                                     | ±0,15–0,2  |
| Winkelgenauigkeit in mm bezogen auf 100 mm Schnitthöhe | ±0,2–0,3   | mit neuem Sägeband ±0,15 altes Sägeband ±0,5 | ±0,15–0,3  |

Mit sehr kleinen Kreissägeblättern und Präzisionsmaschinen sind auch Genauigkeiten von 0,02 mm erreichbar.

## Auswahlkriterien
Für die Entscheidung zwischen den einzelnen Verfahrensvarianten kommen mehrere Kriterien zum Einsatz. Eine erste Einordnung ist mit den Werkstückabmessungen möglich. Für Werkstücke über 150–200 mm finden nur Bandsägen Verwendung. Im Bereich darunter sind alle drei Verfahren geeignet. Die Anschaffungskosten für Kreissägen sind höher als für Bügel- und Bandsägen, die etwa gleich viel kosten. Da letztendlich die Stückkosten der gefertigten Produkte zählen, kann die höhere Produktivität der Kreissägen die günstigere Alternative darstellen, vor allem wenn ein angemessener Automatisierungsgrad gewählt wird. Die Kosten für Werkzeuge von Bügel- und Bandsägen sind als Einwegmaterial relativ gering; Kreissägeblätter kosten mehr, können aber nachgeschliffen werden. Die geringsten Anforderungen an das Personal stellen die Bügelsägen dar, Bandsägen haben die höchsten – wegen des geringen Vorschubes pro Zahn müssen sie sorgfältig eingestellt werden.

## Kinematik, Prozessparameter und Berechnung
Beim Sägen entspricht die Breite der Schneiden der erzeugten Schnittfuge. Die Schneiden ragen jedoch seitlich aus dem Sägeblatt heraus, um ein Verklemmen zu vermeiden. Da der Werkzeug-Einstellwinkel {\displaystyle \kappa } 90° beträgt, entspricht die Spanungsdicke {\displaystyle h} dem Vorschub pro Zahn {\displaystyle f_{z}} und die Spanungsbreite {\displaystyle b} der Schnittbreite {\displaystyle a_{p}}. Ein wichtiger Kennwert der Werkzeuge ist die Zahnteilung {\displaystyle T_{z}}, die den Abstand zweier benachbarter Zähne angibt. Da die Späne in den Raum zwischen zwei Zähnen aufgenommen werden müssen, verwendet man bei Werkstücken mit großen Abmessungen auch große Zahnteilungen. Die Zahnteilung wird in der Größe „Zähne pro Zoll“ (ZpZ) angegeben. Die Anzahl der im Eingriff befindlichen Zähne {\displaystyle z_{E}} ergibt sich aus der Schnittlänge {\displaystyle l} und der Zahnteilung zu
{\displaystyle z_{E}={\frac {l}{T}}}.
Da die Schnittbreite konstant ist, ist die wichtigste Produktivitätskennziffer statt des sonst üblichen Zeitspanvolumens die pro Zeit erzeugte Schnittfläche {\displaystyle A_{s}}. Sie ergibt sich aus der gesamten Schnittfläche {\displaystyle A} und der Schnittzeit {\displaystyle t_{s}}.
{\displaystyle A_{s}={\frac {A}{t_{s}}}}

### Formeln für das Sägen mit Kreissägen
Die Schnittgeschwindigkeit {\displaystyle v_{c}} ergibt sich aus der Drehzahl {\displaystyle n} und dem Durchmesser {\displaystyle D} des Kreissägeblattes zu
{\displaystyle v_{c}=\pi \cdot D\cdot n}
Die Vorschubgeschwindigkeit {\displaystyle v_{f}} erhält man mit der Zähnezahl {\displaystyle Z}, dem Vorschub pro Zahn und der Drehzahl:
{\displaystyle v_{f}=Z\cdot f_{z}\cdot n}

### Formeln für das Sägen mit Bandsägen
Das Spanraumvolumen in Kubikmillimeter lässt sich berechnen zu
{\displaystyle V_{sp}={\frac {0{,}4\cdot Z_{A}^{2}\cdot s_{b}}{3{,}6}}}
mit dem Zahnabstand in mm und der Banddicke {\displaystyle s_{b}} in mm.

## Fehler

### Fehler beim Sägen mit Bügelsägen
Blattbruch in der Bohrung lässt sich auf zu starke Spannung des Sägeblattes zurückführen. Sonstige Blattbrüche entstehen durch falsches Ansetzen des Sägeblattes, durch zu geringe Blattspannung, zu hohen Schnittdruck oder zu locker gespannte Werkstücke. Vorzeitiger Verschleiß entsteht bei zu hohen Schnittdrücken oder -geschwindigkeiten, durch falsche Zahnteilung, durch fehlendes Kühlschmiermittel oder falls der Bügel beim Rückhub nicht abhebt. Ein Ausbrechen einzelner Zähne kann durch eine zu große Zahnteilung entstehen oder durch Ansetzen des Sägeblattes an einer scharfen Kante. Ein schräger Schnitt entsteht bei zu geringen Blattspannungen, abgestumpften Sägeblättern oder zu hohem Schnittdruck.

### Fehler beim Sägen mit Bandsägen
Falls die Zähne zu schnell abstumpfen, ist die Schnittgeschwindigkeit zu hoch eingestellt. Ausbrechende Zähne beim Trennen von Profilmaterial lassen sich auf zu große Zahnteilungen, eine zu große Vorschubgeschwindigkeit oder zu locker gespannte Werkstücke zurückführen. Zahnbruch bei Vollmaterial entsteht, wenn das Werkstück nicht geglüht wurde, bei zu feiner Zahnteilung oder zu locker gespannten Werkstücken. Für nicht geglühte Werkstücke werden dagegen gröbere Zahnungen benötigt, niedrigere Schnittgeschwindigkeiten oder Gruppen- oder Wellenverschränkung der Sägezähne. Bandbruch entsteht durch Fehler der Führungsrollen; Schwingungen können durch zu hohe Schnittgeschwindigkeiten entstehen und Schrägschnitt durch zu grobe Zahnung, falschen Schnittdruck oder durch stumpfe Sägebänder.